# Ramin Mehrabani
Ramin Mehrabani Azar (* 18. Februar 1986) ist ein iranischer Straßenradrennfahrer.
Ramin Mehrabani wurde 2006 Etappendritter bei der Tour of Milad du Nour. In der Saison 2008 belegte er bei der Rundfahrt den fünften Platz in der Gesamtwertung. 2009 fuhr Mehrabani für das iranische Continental Team Azad University Iran. In seinem ersten Jahr dort wurde er nationaler Vizemeister im Straßenrennen und er gewann die sechste Etappe bei der Azerbaïjan Tour. Im Jahr 2010 gewann er die Gesamtwertung und eine Etappe der Milad-e-Do-Nur-Tour.
2011 war sein Dopingtest bei der Türkei-Rundfahrt positiv auf Methenolon und er wurde für zwei Jahre gesperrt.
Nach Ablauf seiner Sperre gewann er im Jahr 2014 eine Etappe der Tour de Singkarak.

## Erfolge
2009
- eine Etappe Azerbaïjan Tour

2010
- Gesamtwertung und eine Etappe Milad-e-Do-Nur-Tour

2014
- eine Etappe Tour de Singkarak

## Teams
- 2009 Azad University Iran
- 2010 Azad University Iran
- 2011 Suren Cycling Team

- 2013 RTS-Santic Racing Team (ab 1. August)
- 2014 Pishgaman Yazd